# Famille von Wulf
Pour les articles homonymes, voir Wulf.
La famille von Wulf désigne plusieurs familles de la noblesse issue des provinces baltes et de l'Empire russe. Elles ne doivent pas être confondues avec la famille des barons von Wolf apparue aussi en Livonie, mais originaire de Silésie.
Le nom de Wulf, Wulff, ou von Wulf, ancienne forme du mot germanique Wolf signifiant loup, est porté par 

## Historique

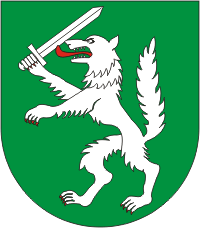
Écu du blason des Wulf de Menzen

Les barons von Wulf de la branche de Serbigall se divisent en deux lignées : la branche aînée (dite de Serbigall) et la branche cadette (dite de Mentzen, ou de Menzen).
L'ancêtre de la famille est Johann Wulf qui accède à la noblesse suédoise en 1704, lorsque ces territoires baltes sont en possession de la couronne suédoise sous le règne de Charles XII. Il naît en Prusse en 1663 et émigre en Livonie dans les années 1690. Il acquiert le domaine de Grundsal en 1709. Son fils, le major Johann von Wulf, achète en 1737 le domaine de Serbigal (Cirgaļi, aujourd'hui à Aumeistarī). Ces manoirs et leurs terres restent en possession de la famille jusqu'à son expropriation par la réforme agraire de 1919 à l'indépendance de la Lettonie qui expulse les propriétaires terriens d'origine allemande. Les petits-fils de Johann von Wulf, le baron August Ferdinand et le baron Adolph Heinrich (1765-1843), sont à l'origine des Wulf-Serbigall postérieurs. Adolph Heinrich von Wulf achète à partir de 1818 les domaines suivants: les terres d'Adsel (aujourd'hui en Lettonie, la famille fait construire plus tard un nouveau château fort imposant), Sesswegen (aujourd'hui Cesvaine), Modohn (aujourd'hui Madona), Aiskuje, Grawendahl (aujourd'hui Grāvendāle), Ronneburg (aujourd'hui Rauna), Techlefer (aujourd'hui Taehtvere près de Tartu), Kerrafer (aujourd'hui Kaerevere), et d'autres petits domaines agricoles qui restent propriétés de ses descendants jusqu'en 1919.
Les paysans lettons de ses provinces étaient, comme ceux de Prusse ou de Silésie, libérés du servage au début du XIXe siècle. Ceux de Sesswegen étaient mécontents de ne pas avoir assez de terres en fermage de la part du baron et se révoltent en 1831. Certains sont jugés, mais les autorités impériales, dont le baron von Fölkersahm, gouverneur civil de Livonie qui reçoit un à un les paysans, demandent la clémence des tribunaux locaux pour ne pas envenimer la situation (après l'insurrection polonaise) et le baron von Wulf doit se plier à leurs exigences et même verser des indemnités...
Les Wulf de la branche de Menzen descendent d'Albrecht Georg von Wulf (1693-1757). Son fils Karl Johann a été reconnu par Karl Friedrich von Wulf (de la branche Serbigall) comme apparenté à la famille. Cette branche possède les domaines et châteaux suivants: Taiwola (aujourd'hui Taheva) dans la paroisse d'Harjel, Diedrikuell (aujourd'hui Tidriküla), Menzen (aujourd'hui Mõniste en Estonie), Saarahof (aujourd'hui Saarde en Estonie) et Lennewarden (aujourd'hui Lielvārde en Lettonie) qui demeurent en sa possession jusqu'en 1919.
En plus de ses domaines, la famille ajoute des terres par la suite, comme les terres et manoirs suivants : Hendenfeld, Rujen (aujourd'hui Rujiena), Augustentahl, Grundsahl (aujourd'hui Grundzāles), Uexküllshof (aujourd'hui Ikskile), Gilsen, Neu Rosen, Kosse et Treppenhof. Certains sont situés dans le gouvernement d'Estland.
Il est à noter qu'un baron Peter Wulf, issu de Suède, avec des armoiries similaires, achète le domaine de Parzemois, mais cette famille s'éteint rapidement.
- Les Wulf issus de l'Empire russe intérieur sont issus de plusieurs familles dont l'une d'un Allemand, Gabriel Wulf, qui entre dans l'armée impériale en 1679 en tant que lieutenant. Il est colonel en 1690 et achète un domaine dans l'ouiezd de Medyne. Son fils Pierre sert Nathalie Alexeïevna et il est colonel de brigade sous l'impératrice Élisabeth. Son fils Ivan Petrovitch Wulf est gouverneur d'Oriol. Cette famille Wulf était proche de Pouchkine dont elle était liée par des liens d'amitié et était inscrite au premier livre (registre) de la noblesse du gouvernement de Tver. Pouchkine leur rendait visite dans leur domaine de Trigorskoïe pendant son exil à Mikhaïlovskoïe (1824-1826).

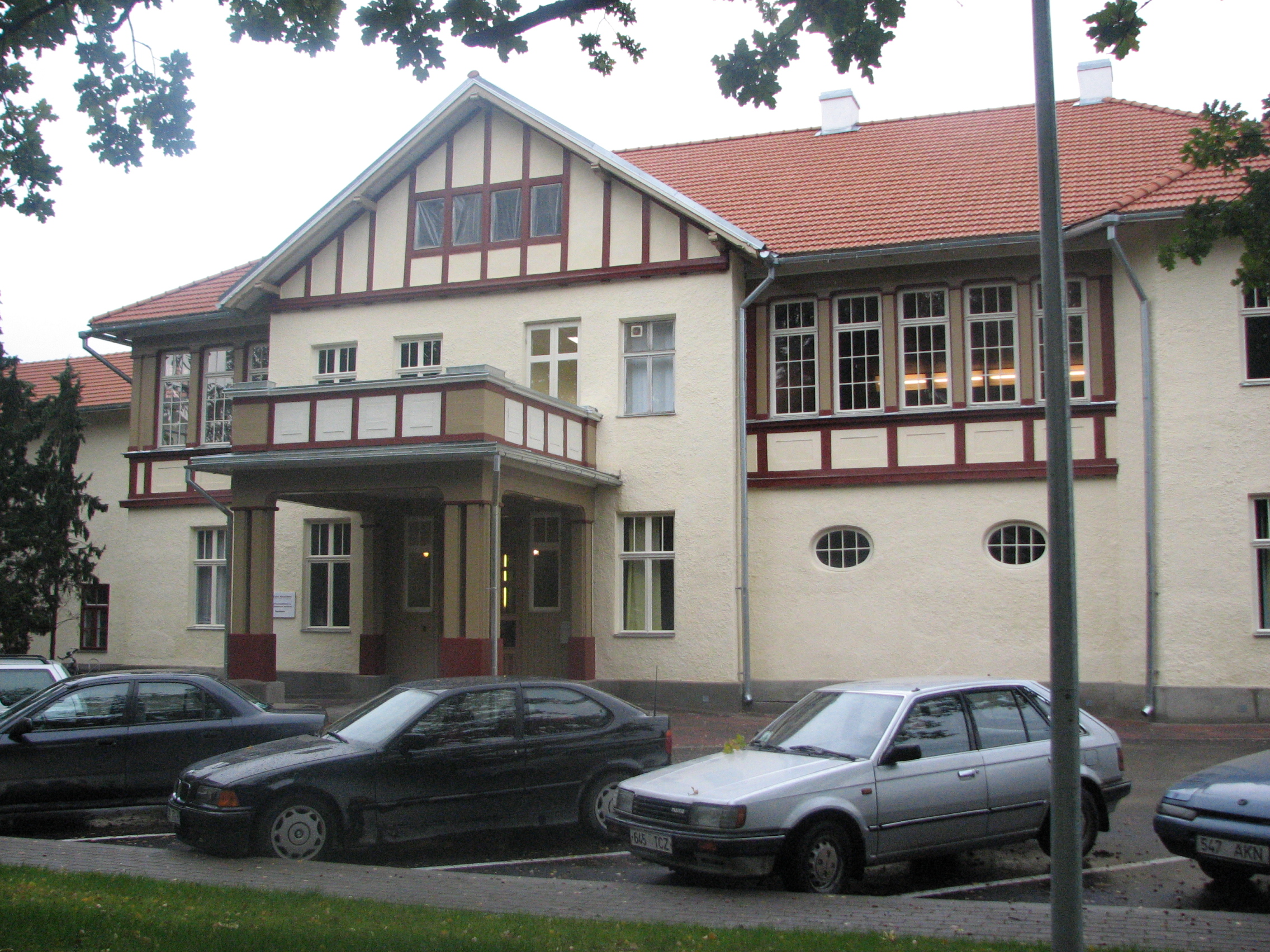
Ancien manoir de Taehtvere

Six autres branches plus récentes du même nom se font immatriculer dans le second livre et le troisième livre de la noblesse des gouvernements de Kiev, Moscou, Novgorod, Saint-Pétersbourg et Kherson, sous le nom de Wulf ou Wulff.
- La troisième famille Wulf apparaît aussi en Livonie, mais elle est, celle-ci, d'origine polonaise, la Pologne ayant été aussi en possession de ces territoires avant la Suède. Son ancêtre est Georges-Frédéric Wulkowski, colonel de l'armée polonaise (1594-1642). Après un scandale causé par un duel, il émigre en Suède et prend le nom de Wulf. De ses descendants venus s'installer à nouveau en Livonie, on peut distinguer Karl-Friedrich Wulf qui sert dans l'armée sous le règne d'Élisabeth Ire, en tant que général-en-chef. Cette branche aussi se fait immatriculer, comme les Wulf de Serbigall et les Wulf de Menzen, dans la noblesse du gouvernement de Livonie.

## Personnalités
- Alexander von Wulffen (de) (1784-1861), général et homme politique prussien
- Eugen von Wulffen (de) (1846-1925), général prussien
- Ferdinand von Wulffen (de) (1833-1902), général prussien
- Friedrich von Wulffen (de) (1790-1858), membre du Parlement de Francfort
- Georg Ludolf von Wulffen (de) (1719-1792), général prussien
- Georg Otto von Wulffen (de) (1813-1889), général prussien
- Gustav von Wulffen (de) (1835-1889), fonctionnaire prussien
- Gustav von Wulffen (de) (1878-1945), général allemand
- Lothar von Wulffen (de) (1873-1945), homme politique allemand
- Wilhelm August von Wulffen (de) (1782-1841), général prussien